# Giornata nazionale del made in Italy
La Giornata nazionale del Made in Italy è una giornata nazionale dedicata al Made in Italy, che si celebra in Italia ogni 15 aprile.
Il Ministero delle imprese e del made in Italy ha istituito la giornata nazionale tramite la Legge Quadro sulla Tutela del Made in Italy (n. 206/2023) scegliendo come data il 15 aprile, giorno dell’anniversario della nascita di Leonardo da Vinci. L'iniziativa mira a promuovere il Made in Italy come simbolo di creatività, eccellenza e valore, riconoscendo il suo ruolo nello sviluppo economico e culturale del Paese e incoraggiando le nuove generazioni a valorizzare le professioni artigianali e creative.